# پرچم کالدونیای جدید
پرچم کالدونیای جدید در ۱۵ فوریه ۱۷۹۴ پذیرفته شد. این پرچم به دو صورت روبه رو معرفی شده‌است.